# 자율형 사립 고등학교
자율형 사립 고등학교(自律形 私立 高等學校, 영어: autonomous private high school) 또는 약칭 자사고는 대한민국 고등학교의 종류 중 하나이다.

## 개요
자율형 사립 고등학교는 이명박 정부의 ‘고교다양화 300 프로젝트’라 불리는 국정과제와 「초·중등교육법 시행령」 개정 등 관계법령 제·개정에 의거하여 사립학교의 건학이념에 따라 교육과정, 학사운영 등을 자율적으로 운영하고, 학교별로 다양하고 개성있는 교육과정을 실시하는 고등학교다. 모집구분은 전기이기 때문에 특수목적고등학교와 같은 전기고등학교(前期高等學校)와는 중복해서 지원할 수 없었지만 2018학년도부터는 후기고등학교(後期高等學校)로 전환되었다. 입학 전형은 대체적으로 중학교 내신성적을 일부 반영한 추첨 방식과 필기고사를 제외한 자기주도학습전형으로 나누어 진다.
기존의 자립형 사립고보다 학교의 자율성을 더 확대, 발전시킨 것이다. 자율형 사립 고등학교는 의무적으로 모집인원의 20%를 사회적배려대상자로 선발하여야 하며, 재단은 법인전입금을 도 소재 사립고등학교의 경우 3% 이상, 특별시·광역시 소재 사립 고등학교의 경우 5% 이상 출원해야 한다. 경기도에서만 예외적으로 광역시가 아님에도 불구하고 법인전입금 5% 이상 출원하여야 한다. 선발은 광역단위 모집이 원칙이나, 법인전입금을 20% 이상 출원하면, 전국단위 모집이 가능하다. 또한 경상남도, 충청북도, 제주특별자치도, 세종특별자치시에는 자율형 사립고로 지정된 학교가 없기 때문에 이 지역 학생들은 전국 자율형 사립고 어디에든 지원할 수 있다.

## 자사고에서 일반고로의 전환
학생 충원모집 미달이나 재단전입금 조달 난항 및 교육부 정책에 대한 부응을 이유로, 자사고에서 일반고로 전환되는 학교들이 생겼다.
- 2012년: 동양고등학교, 보문고등학교
- 2013년: 용문고등학교
- 2014년: 숭덕고등학교, 동래여자고등학교
- 2015년: 미림여자고등학교, 우신고등학교
- 2016년: 서대전여자고등학교
- 2018년: 경신고등학교, 성신고등학교, 송원고등학교
- 2019년; 대성고등학교
- 2020년: 경문고등학교, 경일여자고등학교, 군산중앙고등학교, 남성고등학교
- 2022년: 동성고등학교, 숭문고등학교, 한가람고등학교
- 2023년: 대건고등학교, 장훈고등학교
- 2025년: 이화여자대학교 사범대학 부속 이화·금란고등학교

## 자사고 부작용 논란
지나친 입시 위주 교육과 상위권 학생 독식현상으로 인해 고교서열화 등의 문제가 제기되고 있다. 그뿐만 아니라 연간 1천만 원 이상 학비를 부담해야 돼서 경제력에 따른 교육 불평등 소지가 우려된다.
자사고에 대한 교육부의 관리·감독이 부실하다는 지적도 있다. 자사고 학교법인은 입학금과 수업료의 3% 또는 5% 이상 금액을 매년 학교로 전입해야 하지만, 서울지역 27개 중 4개 학교는 재단전입금을 전혀 내지 않은 것으로 밝혀졌다.